# Episodi de L'ispettore Derrick (tredicesima stagione)
La tredicesima stagione della serie televisiva L'ispettore Derrick, composta da 12 episodi, è stata trasmessa in Germania nel 1986 sul canale ZDF.
| nº Prima TV Germania | nº Produzione | nº Stagione x nº Episodio | Titolo originale                 | Titolo italiano             | Prima TV Germania | Prima TV Italia  | Anno Produzione |
| -------------------- | ------------- | ------------------------- | -------------------------------- | --------------------------- | ----------------- | ---------------- | --------------- |
| 136                  | 136           | 13x01                     | An einem Montagmorgen            | Una mattina di lunedì       | 3 gennaio 1986    | 13 febbraio 1987 | 1985            |
| 137                  | 137           | 13x02                     | Naujocks trauriges Ende          | La triste fine di Naujock   | 24 gennaio 1986   | 22 marzo 1987    | 1985            |
| 138                  | 138           | 13x03                     | Geheimnis im Hochhaus            | Un segreto nel grattacielo  | 7 febbraio 1986   | 22 febbraio 1987 | 1985            |
| 139                  | 139           | 13x04                     | Der Augenzeuge                   | Il testimone oculare        | 4 aprile 1986     | 15 marzo 1987    | 1985            |
| 140                  | 140           | 13x05                     | Das absolute Ende                | La fine di tutto            | 25 aprile 1986    | 8 marzo 1987     | 1985            |
| 141                  | 141           | 13x06                     | Der Charme der Bahamas           | Il fascino delle Bahamas    | 16 maggio 1986    | 12 aprile 1987   | 1986            |
| 142                  | 142           | 13x07                     | Die Nacht, in der Ronda starb    | Omicidio al fitness center  | 4 luglio 1986     | 5 aprile 1987    | 1986            |
| 143                  | 143           | 13x08                     | Ein eiskalter Hund               | Un uomo senza scrupoli      | 25 luglio 1986    | 19 aprile 1987   | 1986            |
| 144                  | 144           | 13x09                     | Der Fall Weidau                  | La famiglia Weidau          | 8 agosto 1986     | 29 marzo 1987    | 1986            |
| 145                  | 145           | 13x10                     | Schonzeit für Mörder?            | Pietà per l'assassino       | 22 agosto 1986    | 26 aprile 1987   | 1986            |
| 146                  | 146           | 13x11                     | Die Rolle seines Lebens          | La carta su cui puntare     | 3 ottobre 1986    | 3 maggio 1987    | 1986            |
| 147                  | 147           | 13x12                     | Entlassen Sie diesen Mann nicht! | Una coppia fuori dal comune | 28 novembre 1986  | 1 gennaio 1989   | 1986            |

## Una mattina di lunedì
- Titolo originale: An einem Montagmorgen
- Diretto da: Jürgen Goslar
- Scritto da: Herbert Reinecker
- Interpreti:[1] Horst Tappert - Stephan Derrick, Fritz Wepper - Harry Klein, Willy Schäfer - Willy Berger, Christine Ostermeyer - signora Heilmann, Wilfried Baasner - Koller, Robert Meyer - Hassel, Wolf Goldan - Weber, Roswitha Schreiner - Biggy, Jochen Horst - Manuel, Käte Jaenicke - signora Herbach, Heinz Moog - signor Herbach, Ilse Künkele - - signora Lohse, Herbert Tiede - signor Bergmann, Alf Marholm - capo polizia, Nikolas Lansky - capo polizia locale

### Trama
In un tranquillo lunedì mattina tre rapinatori con la testa coperta da un passamontagna svaligiano una banca di un piccolo paese nei dintorni di Monaco. Un cliente toglie il passamontagna a uno dei tre, ma viene freddato sul colpo. Una telecamera della banca registra la scena e, dopo aver avuto le cassette, Derrick riconosce Koller, un criminale con molti precedenti. Nel frattempo i tre si danno alla fuga e si nascondono in una villetta monofamiliare dove tengono in ostaggio la signora Heilmann e i figli Manuel e Biggy.

### Colonna sonora
- Eberhard Schoener, Flashback

## La triste fine di Naujock
- Titolo originale: Naujocks trauriges Ende
- Diretto da: Alfred Vohrer
- Scritto da: Herbert Reinecker
- Interpreti:[2] Horst Tappert - Stephan Derrick, Fritz Wepper - Harry Klein, Willy Schäfer - Willy Berger, Sissy Höfferer - Martina, Karl Heinz Vosgerau - Bertram Tass, Sascha Hehn - Walter, Susi Nicoletti - signora Anders, Louise Martini - Else Naujock, Friedrich Beckhaus - Schuler, Bettina Redlich - Anita, Dirk Dautzenberg - signor Wenk, Baldouin Baas - Frank

### Trama
Marito e moglie sono arrivati a casa con un taxi. Mentre stanno per pagare il servizio, improvvisamente si sente il rumore di tre colpi di pistola. Sulla strada viene trovato il cadavere di Alfred Naujock, un imprenditore. Derrick e Klein parlano con il custode del condominio da dove era uscito Naujock. Il custode racconta che Naujock si trovava in quel posto perché prendeva in prestito la seconda casa di Bertram Tass, un suo amico.

## Un segreto nel grattacielo
- Titolo originale: Geheimnis im Hochhaus
- Diretto da: Wolfgang Becker
- Scritto da: Herbert Reinecker
- Interpreti:[3] Horst Tappert - Stephan Derrick, Fritz Wepper - Harry Klein, Willy Schäfer - Willy Berger, Ekkehardt Belle - Erich Fiska, Traugott Buhre - Vater Fiska, Diana Körner - signora Hauweg, Gerd Baltus - Karl Hauweg, Hans Peer Hallwachs - Alwin Hauweg, Gracia-Maria Kaus - Susanne Sokal, Bernd Herzsprung - Prositz, Wolfgang Wahl - Jakob Viersen, Sharon Minter - spogliarellista

### Trama
Erich Fiska, un tossicodipendente, si intrufola in un appartamento di un grande condominio per rubare qualche pr4ezioso, però trova il cadavere di una giovane donna. In quel momento entrano due uomini. Sconvolto Erich scappa e si costituisce da Derrick e Klein.

### Colonna sonora
- Los Tamborones, Batucada de apresentaçåo
- Serge Gainsbourg, Je t'aime... moi non plus
- Eberhard Schoener, The Nine Lives of a Cat (feat. Clare Torry)

## Il testimone oculare
- Titolo originale: Der Augenzeuge
- Diretto da: Theodor Grädler
- Scritto da: Herbert Reinecker
- Interpreti:[4] Horst Tappert - Stephan Derrick, Fritz Wepper - Harry Klein, Willy Schäfer - Willy Berger, Klaus Herm - Erich Schuster, Eva Maria Bayerwaltes - Erika Schuster, Ralf Schermuly - gioielliere Masoni, Otto Bolesch - Wachmann Wiesner, Dieter Schidor - Sohn Wiesner, Lilly Berger - Lene Wiesner, Karl Walter Diess - Johannes Halsner, Sky Dumont - Adrian Bossner

### Trama
È tarda sera. Erich Schuster si fa dare le chiavi dell'ufficio da un suo ex collega per fare alcune fotocopie. Mentre sta facendo le fotocopie, Schuster trova il guardiano del palazzo con il quale si mette un po' a chiacchierare. All'improvviso i due sentono dei rumori provenienti dalla gioielleria Masoni che si trova al piano terra dell'edificio. I due tentano di fermare i ladri, ma il guardiano viene ucciso con alcuni colpi di pistola. Schuster assiste alla scena e vede i rapinatori e, da adesso, gli assassini del guardiano. Nonostante ciò Schuster non ne parla con Derrick.

## La fine di tutto
- Titolo originale: Das absolute Ende
- Diretto da: Alfred Vohrer
- Scritto da: Herbert Reinecker
- Interpreti:[5] Horst Tappert - Stephan Derrick, Fritz Wepper - Harry Klein, Willy Schäfer - Willy Berger, Günter Mack - signor Kolka, Volker Kraeft - Ralf Kolka, Reinihld Solf - Carmen Kolka, Konrad Georg - Huber Kolka, Marion Kracht - Herta Kolka, Michael Heltau - Rocco Gretschkow, Wolfgang Müller - Hans Mahler, Thomas Piper - Koby, Thomas Astan - Reinhard Wessel, Enzi Fuchs - signora Roland, Holger Hagen - Arzt, Frédéric Meisner - autista di Rocco Gretschkow

### Trama
Herta Kolka, una bella ventiduenne, ha appena finito la lezione di chitarra. Appena uscita viene colpita a morte da un colpo di pistola. Il maestro sente gli spari e si affaccia per vedere cosa è successo, non vedendo nessuno. Il maestro e i familiari, interrogati da Derrick e Klein, non si capacitano di ciò che è successo perché la giovane era benvoluta da tutti.

## Il fascino delle Bahamas
- Titolo originale: Der Charme der Bahamas
- Diretto da: Jürgen Goslar
- Scritto da: Herbert Reinecker
- Interpreti:[6] Horst Tappert - Stephan Derrick, Fritz Wepper - Harry Klein, Willy Schäfer - Willy Berger, Evelyn Opela - Carina Müller-Brode, Karl Michael Vogler - Hans Müller-Brode, Irene Clarin - Bettina Brosch, Till Topf - Franz Brosch, Klaus Behrendt - Gerhard Brosch, Thomas Fritsch - Avvocato Schwede, Richard Münch - Richard Haber, Ullrich Haupt - Avvocato Krosinger

### Trama
Gerhard Brosch telefona ai figli Bettina e Franz per comunicargli che ha perso tutti i suoi risparmi seguendo i consigli di Hans Müller-Brode, un consulente finanziario senza scrupoli. Per la disperazione Gerhard Brosch si impicca. Il figlio Franz giura di vendicare la morte del padre e vuole parlare con il consulente. Quando Franz arriva al domicilio, trova morto anche Müller-Brode.

## Omicidio al fitness center
- Titolo originale: Die Nacht, in der Ronda starb
- Diretto da: Theodor Grädler
- Scritto da: Herbert Reinecker
- Interpreti:[7] Horst Tappert - Stephan Derrick, Fritz Wepper - Harry Klein, Willy Schäfer - Willy Berger, Klaaus Scwarzkopf - Professor Walter Schenk, Ursula Lingen - Hannelore Schenk, Anne Bennent - Britta Stolze, Marie Theres Relin - Ursula Westhof, Cristoph Eichhorn - Manni Schliemann, Tobias Lelle - Adrian Lutter, Jens Noelte - Georg Rechtaler, Paul Neuhaus - Gregor Ronda, Alwy Becker - signora Ronda

### Trama
Derrick sta uscendo dal suo appartamento per recarsi al lavoro. All'improvviso suona il campanello e alla porta c'è il Professor Walter Schenk che ha una richiesta insolita, cioè di andare a prendere i quaderni dei suoi alunni. Lui non vuole andare perché nel suo appartamento c'è Georg Ronda, titolare di un fitness center che è l'amante della moglie Hannelore. Di questo problema ne sono al corrente perfino gli allievi di Schenke, i quali lo esortano a farsi coraggio e a cacciare via Ronda dalla sua vita.

## Un uomo senza scrupoli
- Titolo originale: Ein eiskalter Hund
- Diretto da: Theodor Grädler
- Scritto da: Herbert Reinecker
- Interpreti:[8] Horst Tappert - Stephan Derrick, Fritz Wepper - Harry Klein, Willy Schäfer - Willy Berger, Klaus Löwitsch - Jakob Lohbach, Christine Buchegger - Louise Lohbach, Horts Michael Neutze - Robert Hagener, Gundi Ellert - Greta Riemann, Axel Milberg - Rudolf Riemann, Ida Krottendorf - signora Hasselbach, Joachim Wichmann - signor Probeil, Willy Schultes - signor Lechner, Katharina de Bruyn - Lisbeth, Egbert Greifeneder - Louises Schwager, Bruno Walter Pantel - parcheggiatore

### Trama
Jakob Lohbach, di umili origini fino al matrimonio, è il marito di Louise, proprietaria di un ristorante. Il matrimonio tra Jakob e Louise, sposati da una decina d'anni, è in crisi perché l'uomo ha un rapporto affettivo con Greta Riemann, una delle cameriere del locale. Louise vuole scoprire chi sia l'amante del marito e risponde a una telefonata anonima nella quale si riferisce che Jakob avrà un appuntamento con la cameriera il giorno successivo alle ore dieci nella casa di campagna. dei Lohbach. Quindi Louise si reca nel posto, ma viene strangolata. Una guardia forestale, conosciuta dai Lohbach da molti anni, vede di sfuggita l'assassino. Intanto Jakob Lohbach diventa il proprietario del ristorante.

## La famiglia Weidau
- Titolo originale: Der Fall Weidau
- Diretto da: Alfred Weidenmann
- Scritto da: Herbert Reinecker
- Interpreti:[9] Horst Tappert - Stephan Derrick, Fritz Wepper - Harry Klein, Willy Schäfer - Willy Berger, Friedrich von Thun - Roland Weidau, Ulli Maier - Martina Weidau, Ekkehardt Belle - Hubert Weidau, Christiane Hammacher - Amelie Weidau, Siegmar Schneider - Albrecht Weidau, Inge Birkmann - Katharina von Turban, Ernst Fritz Fürbringer - Gösta von Turban, Manfred Seipold - Richard Hahn, Claus Ringer - Erich Pauli, Mathias Eysen - poliziotto, Andreas Habermeyer - Klaus Weidau, Barbara Kutzer - Monika, Alf Marholm - medico, Holger Petzold - Professor Schunk

### Trama
Klaus Weidau, un giovane di venti anni che frequenta il corso di laurea in economia, viene trovato morto nel suo letto. Nel comodino della sua stanza viene trovato un piattino da caffè. Dall'autopsia emerge che è stato avvelenato, quindi Derrick conclude che Klaus avesse mangiato un cioccolatino offerto da un familiare. Il giovane viveva in una lussuosa villa di campagna assieme al padre, alla madre, al fratello Hubert, alla sorella Martina, al nonno paterno e ai nonni materni. I familiari di Klaus testimoniano che vivono in armonia e non si danno spiegazione di ciò che è accaduto. Alcuni giorni dopo anche il fratello Hubert viene trovato morto avvelenato.

## Pietà per l'assassino
- Titolo originale: Schonzeit für Mörder
- Diretto da: Gero Erhardt
- Scritto da: Herbert Reinecker
- Interpreti:[10] Horst Tappert - Stephan Derrick, Fritz Wepper - Harry Klein, Willy Schäfer - Willy Berger, Horst Bollmann - Georg Bothe, Christoph Waltz - Eberhard Bothe, Lena Stolze - Helena Bothe, Volker Lechtenbrink - Ralf Bothe, Hilde Volk - signora Lohse

### Trama
Mentre l'ispettore Derrick si trova in ospedale per una radiografia alla schiena, arriva la telefonata di Klein in cui riporta l'arrivo in pronto soccorso di Arnold Bothe, un uomo in fin di vita. Derrick interrompe la seduta e si reca al pronto soccorso, ma Bothe è appena spirato. Si tratta di un caso di omicidio. Arnold Bothe era sposato con Helne, una giovane donna di venticinque anni, e aveva un figlio, Eberhard, un fotografo di ventisei anni che viveva fuori casa. Quando Derrick e Klein si recano nella villa di Bothe, si accorgono ben presto che tra Helene e Eberhard c'è del tenero, quindi iniziano ad indagare nell'ambiente familiare.

## La carta su cui puntare
- Titolo originale: Die Rolle seines Lebens
- Diretto da: Alfred Weidenmann
- Scritto da: Herbert Reinecker
- Interpreti:[11] Horst Tappert - Stephan Derrick, Fritz Wepper - Harry Klein, Willy Schäfer - Willy Berger, Franz Boehm - Martin Theimer, Sonja Sutter - Lydia Theimer, Roswitha Schreiner - Dinah Theimer, Peter Bongartz - Robby Bracht, Edwin Noël - Helmut Bossner, Erich Hallhuber - Roland Scholler, Karl Heinz Vosgerau - Mischa Kranz, Heini Göbel - Adi Kessler, Else Quecke - signora Kieler, Pierre Franckh - Georg Göbel, Helma Seitz- segretaria

### Trama
Martin Theimer è un attore che, fino a cinque anni prima, era noto al pubblico, però da quel momento, è schiavo dell'alcool. Anche la famiglia, Theimer è sposato con una figlia,  risente di questa crisi, perché vive in ristrettezze economiche. Un giorno si reca in una casa cinematografica per proporsi come interprete  della parte del protagonista di un romanzo che lui stesso ha letto e nel quale si immedesima. Dall'altra parte gli rispondono che la parte è stata assegnata a Mischa Kranz. Theimer non demorde e risponde che Kranz non è adatto a quel ruolo. Theimer stesso telefona a Kranz per implorarlo di rinunciare alla parte. Successivamente Kranz viene trovato ucciso in casa sua. Derrick e Klein si indirizzano immediatamente su Theimer, il quale aveva un movente. Quindi assistono alle riprese del film. Theimer sembra andare bene nella recita tanto che i produttori ne sono entusiasti. In una scena però Theimer si tradisce quando deve sussurrare la frase "L'amore non esiste".

### Colonna sonora
- Frank Duval, Visions Of Paradise

## Una coppia fuori dal comune
- Titolo originale: Entlassen Sie diesen Mann nicht!
- Diretto da: Horst Tappert
- Scritto da: Herbert Reinecker
- Interpreti:[12] Horst Tappert - Stephan Derrick, Fritz Wepper - Harry Klein, Willy Schäfer - Willy Berger, Pinkas Braun - Dr. Kroll, Rienhild Solf - Dr. Anna Kerwien, Gunther Mack - Karl Kerwien, Michael Hinz - Erich Kerwien, Wolf Roth - Dr. Kraus, Paul Hoffmann - Professor Schenker, Marilene von Bethmann - Frau Schlehdorf

### Trama
Il Dr. Kroll, un luminare della scienza, è stato confinato in un ospedale psichiatrico per aver tentato di uccidere la moglie, tuttavia dopo solo cinque anni viene dimesso dalla struttura. Il Dr. Kraus, lo psichiatra che aveva in cura lo scienziato, è convinto che Kroll sia pienamente guarito e possa riprendere una vita piena. Nonostante ciò l'ex moglie di Kroll, che nel frattempo si è rifatta una nuova vita, è terrorizzata.